# Glee: The 3D Concert Movie
Glee: The 3D Concert Movie es una película de concierto documental estadounidense de 2011. Dirigida por Kevin Tancharoen y producida por Dante Di Loreto y Ryan Murphy. Está basada en la serie de televisión de Fox Glee y presenta al reparto actuando durante la gira Glee Live! In Concert!. La película fue el último papel cinematográfico de Cory Monteith y Mark Salling antes de sus muertes en julio de 2013 y enero de 2018 respectivamente.
La película fue estrenada en cines por 20th Century Fox en Estados Unidos el 12 de agosto de 2011. La película recibió críticas mixtas de los críticos y fue una decepción de taquilla, recaudando sólo 18 millones de dólares en todo el mundo con un presupuesto de 9 millones de dólares.

## Sinopsis
Glee:The 3D Concert Movie es un documental en 3D sobre la gira de los chicos de Glee. La misma se realizó durante el verano de 2011 en los Estados Unidos.

## Elenco
- Dianna Agron como Quinn
- Chris Colfer como Kurt
- Darren Criss como Blaine
- Kevin McHale como Artie
- Lea Michele como Rachel
- Cory Monteith como Finn
- Heather Morris como Brittany
- Amber Riley como Mercedes
- Naya Rivera como Santana
- Mark Salling como Puck
- Jenna Ushkowitz como Tina
- Harry Shum, Jr. como Mike
- Chord Overstreet como Sam
- Ashley Fink como Lauren

Gwyneth Paltrow, que interpreta a Holly Holliday en la serie, aparece sin acreditar (acreditada en la sección «canciones interpretadas por...», en la canción «Forget You»), mientras que Jane Lynch, que interpreta a Sue Sylvester en la serie, aparece sin acreditar en una escena inicial que sólo se incluye en la edición en DVD/Blu-ray.  Diez actores y bailarines aparecen como los Dalton Academy Warblers, uniéndose a Criss para un mini-set de tres canciones. Cuatro de estos Warblers aparecieron en la serie de televisión Glee en la segunda temporada: Titus Makin Jr. (David), Curt Mega (Nick), Riker Lynch (Jeff) y Jon Hall (percusionista vocal).

## Repertorio
Las canciones interpretadas en el espectáculo no siguen el orden del álbum de banda sonora.
1. "Don't Stop Believin'" – Finn, Rachel, New Directions
2. "SING" – Rachel, Finn, New Directions
3. "Empire State of Mind" – Artie, Finn, Puck, Rachel, Mercedes, Santana, New Directions
4. "I'm a Slave 4 U" – Brittany
5. "Fat Bottomed Girls" – Puck
6. "Don't Rain on My Parade" – Rachel
7. "P.Y.T. (Pretty Young Thing)" – Artie
8. "Ain't No Way" – Mercedes
9. "Jessie's Girl" – Finn
10. "Valerie" – Santana
11. "Firework" – Rachel
12. "Teenage Dream" – Blaine, Warblers
13. "Silly Love Songs" – Blaine, Warblers
14. "Raise Your Glass" – Blaine, Warblers
15. "Happy Days / Get Happy" – Kurt, Rachel
16. "Safety Dance" – Artie
17. "Lucky" – Sam, Quinn
18. "River Deep – Mountain High" – Mercedes, Santana
19. "Forget You" – Holly, Artie, Mercedes, Santana, New Directions
20. "I Want to Hold Your Hand" – Kurt
21. "Born This Way" - Kurt, Tina, Mercedes, New Directions
22. "Loser Like Me" – Rachel, Finn, Mercedes, Santana, Brittany, New Directions
23. "Don’t Stop Believin'" (créditos finales) – Finn, Rachel, New Directions
24. "Somebody to Love" – Finn, Rachel, Mercedes, Artie, New Directions

## Producción

### Antecedentes
En mayo de 2010, el elenco de Glee realizó una gira de conciertos por Norteamérica con 13 fechas agotadas.En noviembre de ese año se anunció una extensión europea de la gira, y se añadieron más fechas norteamericanas para mayo y junio de 2011.
A principios de mayo de 2011, se anunció que 20th Century Fox y el creador de la serie Ryan Murphy producirían juntos una película en 3D de la gira, dirigida por Kevin Tancharoen y rodada durante la etapa norteamericana. Murphy declaró que el número de lugares que Glee Live! In Concert! podía visitar era limitado, debido a las limitaciones de tiempo impuestas por la producción de la serie de televisión, por lo que la película permitiría a un público más amplio disfrutar de la gira. Gary Newman, presidente de 20th Century Fox, amplió: «Parte de lo que nos motivó a hacer esta película en primer lugar es que había tanto clamor entre los fans de “Glee” que decían:“¿Por qué no habéis traído esta gira a mi ciudad?”. Se sentían excluidos porque sólo fuimos a cuatro ciudades durante nuestra primera gira. Esta película dará a los fans -no sólo de Estados Unidos, sino de todo el mundo- la oportunidad de vivir el concierto de Glee de una forma visceral.» Newman afirmó que el formato 3D se eligió para ofrecer al público «una experiencia de inmersión», y que el proyecto trata principalmente de la «extensión de la marca». Sugirió que Glee es apto para funcionar en el medio cinematográfico, ya que muchos aficionados son adolescentes y adultos jóvenes, el principal grupo demográfico de las películas de conciertos, y son capaces de relacionarse con los temas centrales de Glee, como la inclusión.

### Filmación
Rodada los días 16 y 17 de junio de 2011 en el Meadowlands Arena de East Rutherford, Nueva Jersey, Glee: The 3D Concert Movie se rodó con el sistema de cámaras 3D Fusion de Cameron-Pace Group. Glen MacPherson fue el director de fotografía y utilizó siete equipos Fusion 3D con diversos montajes, como Cablecam, Steadicam y Technocrane. Las cámaras de cinematografía digital que llevaban los equipos eran principalmente una combinación de Arri Alexa y Red Epics. Vince Pace, director ejecutivo de CPG, señaló: «Uno de los mayores retos que hemos podido superar ha sido la forma en que se manejan estas cámaras en un entorno de producción en directo (en comparación con el rodaje de un largometraje). La infraestructura (del camión móvil de producción 3D de CPG) tenía que acomodar los múltiples formatos de cámara y procesarlos como un único formato. Esto no es habitual en el mundo de la televisión». El camión de producción se actualizó en consecuencia, y adquirió, entre otros elementos de nueva tecnología, un conmutador de producción Kayenne Video Production Center, que permitía la creación de cortes en línea -explicados por Vince como cortes «creados en directo y utilizados para captar la energía en el momento de la actuación». Citó esto como un factor que ayudó a completar la película con sólo seis semanas de postproducción. Aunque Pace no quiso revelar el presupuesto del proyecto cuando fue entrevistado por The Hollywood Reporter, dijo que era alrededor de un 40% inferior al de anteriores películas de conciertos en 3D, y redujo la diferencia de costes entre las producciones en 2D y los anteriores trabajos en 3D de CPG, como Hannah Montana and Miley Cyrus: Best of Both Worlds Concert y Jonas Brothers: The 3D Concert Experience.  Dicho presupuesto fue revelado posteriormente por The Hollywood Reporter como de 9 millones de dólares.

## Lanzamiento
Glee: The 3D Concert Movie se estrenó en Los Ángeles el 6 de agosto de 2011, y recibió un lanzamiento a nivel nacional el 12 de agosto de 2011, presentándose en los cines del 12 al 26 de agosto, con preestreno el 10 de agosto de 2011 en cines selectos.  La película se estrenó en el Reino Unido el 19 de agosto de 2011, también con una duración de dos semanas. La rueda de prensa de la película se celebró en Los Ángeles los días 6 y 7 de agosto de 2011.

### Recepción crítica
El agregador de críticas Rotten Tomatoes informa de que el 60% de 90 críticos dieron a la película una crítica positiva, con una calificación media de 5,72/10. El consenso de los críticos del sitio dice: «Los inconversos seguirán tan perplejos como siempre, pero para los alegres Gleeks, “La película del concierto en 3D” ofrece exactamente lo que promete» En Metacritic la película tiene una puntuación media ponderada de 48 sobre 100, basada en 28 críticos, lo que indica «críticas mixtas o medias».  El público encuestado por CinemaScore dio a la película una nota media de «A» en una escala de A+ a F.

### Box office
La película se estrenó exclusivamente en 3D en 2.040 salas. En su fin de semana de estreno no cumplió las expectativas, recaudando sólo 5,7 millones de dólares y sin aparecer en el top 10 de la taquilla. Se esperaba que la película abriera en el rango de 10-12 millones de dólares. Hasta el 29 de septiembre de 2011, la película había recaudado 11.862.398 dólares a nivel nacional y 18.252.398 dólares a nivel mundial, con un presupuesto de 9 millones de dólares. En Estados Unidos, la película es la séptima película de conciertos musicales más taquillera de todos los tiempos. 

### Medios caseros
La película fue editada por 20th Century Fox Home Entertainment en DVD, aunque la versión en DVD no es idéntica a la película. En una rueda de prensa el día del estreno de la película, Ryan Murphy dijo: «Haremos otra versión en un par de semanas en DVD». Una diferencia anunciada entre las versiones es que Jane Lynch (Sue Sylvester), que no aparece en la película, sí aparece en el vídeo. La película se estrenó el 20 de diciembre de 2011 en Estados Unidos, en formato DVD, Blu-ray y Blu-ray 3D de 2 discos. La edición para el Reino Unido, en estos formatos, salió a la venta antes, el 5 de diciembre de 2011. La película se estrenó en Australia el 7 de diciembre de 2011.

## Banda sonora
Glee: The 3D Concert Movie (Motion Picture Soundtrack) es el álbum de banda sonora de la película del mismo nombre, y primer y único álbum en vivo basado en la serie de televisión Glee. Fue lanzado el 9 de agosto de 2011, por Columbia Records y Fox Music y presentaba los temas interpretados en la gira Glee Live! In Concert! de 2011 con el concierto del Elenco de Glee interpretando las canciones en directo en East Rutherford, Nueva Jersey. El álbum debutó en el número 15 de Billboard 200. 

## Antecedentes
Glee: The 3D Concert Movie es la película documental del concierto del Elenco de Glee  en East Rutherford, New Jersey durante la gira Glee Live! In Concert! del grupo, que tuvo lugar los días 16 y 17 de junio de 2011. Presentó imágenes de detrás de las cámaras y un setlist de canciones de las temporadas primera y segunda del programa.  Aparte de los miembros del reparto, también contó con Gwyneth Paltrow como Holly Holliday como invitada especial (sin acreditar, aunque se le dio crédito por la canción «Forget You»). 

## Recepción
Andrew Leahey, de AllMusic, escribió que «incluye 23 canciones, entre ellas la mayoría de los grandes éxitos de la serie. Destaca a todo el reparto, desde los pesos pesados a los recién llegados y los personajes tangenciales. Y, por encima de todo, suena perfecto: cada nota se toca, cada armonía se canta de forma impecable, cada sección a capella se ejecuta meticulosamente». En su opinión, el auto-tune era el mayor problema de las bandas sonoras habituales de Glee, pero criticó la sincronización labial, ya que era «imposible saber qué partes se interpretan y cuáles se canalizan». Concluía la crítica escribiendo: «Si no eres fan del cursi gusto de Glee por “¡¡¡sigue tus sueños!!!”, entonces no tienes nada que hacer escuchando The 3D Concert Movie, que a menudo parece la adaptación teatral de un especial de tarde. Sin embargo, si eres un Gleek, probablemente te des cuenta de que la mejor manera de disfrutar de cualquier álbum de Glee -o de cualquier episodio, si vamos al caso- es suspender tu incredulidad y simplemente disfrutar de estas azucaradas canciones pop, ya sean el producto de una única actuación en East Rutherford, Nueva Jersey (el escenario de esta banda sonora y de la película que la acompaña) o un híbrido de voces en directo, sobregrabaciones de estudio y armonías enlatadas. «
Stephen Holden, de The New York Times, escribió: «Las aproximadamente 20 canciones de la película son una agradable explosión de números de producción impulsados por el ritmo, coreografiados acrobáticamente por Zach Woodlee y supervisados musicalmente por P.J. Bloom. Los elaborados arreglos mezclan géneros musicales en un hábil pastiche interpretado por cantantes cuyas peculiaridades vocales han sido meticulosamente limadas«.»

## Lista de Canciones
| N.º   | Título                                  | Duración |  |
| 1.    | «Don't Stop Believin'»                  | 4:00     |  |
| 2.    | «Dog Days Are Over (Bonus Track)»       | 2:58     |  |
| 3.    | «SING»                                  | 2:40     |  |
| 4.    | «I'm a Slave 4 U»                       | 3:23     |  |
| 5.    | «Fat Bottomed Girls»                    | 2:20     |  |
| 6.    | «I Want to Hold Your Hand»              | 3:08     |  |
| 7.    | «Ain't No Way»                          | 3:08     |  |
| 8.    | «P.Y.T. (Pretty Young Thing)»           | 2:42     |  |
| 9.    | «Born This Way»                         | 3:58     |  |
| 10.   | «Firework»                              | 2:44     |  |
| 11.   | «Teenage Dream»                         | 2:30     |  |
| 12.   | «Silly Love Songs»                      | 2:33     |  |
| 13.   | «Raise Your Glass»                      | 2:25     |  |
| 14.   | «Happy Days Are Here Again / Get Happy» | 2:51     |  |
| 15.   | «Lucky»                                 | 2:09     |  |
| 16.   | «River Deep - Mountain High»            | 2:40     |  |
| 17.   | «Forget You»                            | 2:42     |  |
| 18.   | «Don't Rain on My Parade»               | 2:42     |  |
| 19.   | «Jessie's Girl»                         | 1:59     |  |
| 20.   | «Valerie»                               | 2:06     |  |
| 21.   | «Loser Like Me»                         | 3:45     |  |
| 22.   | «Safety Dance»                          | 2:34     |  |
| 23.   | «Somebody to Love»                      | 4:14     |  |
| 66:27 |                                         |          |  |

## Personal
- Dianna Agron - artista principal, voz
- Zachary Alford - batería
- Adam Anders - productor, productor de la banda sonora
- Alex Anders - edición digital
- Harold Arlen - compositor
- Peer Åström - mezcla, productor
- Dave Barrera - técnico de bajo, técnico de guitarra
- Heather Beson - asistente
- PJ Bloom - supervisor musical
- C. Brown - compositor
- Geoff Bywater - ejecutivo a cargo de la música
- Colbie Caillat - compositora
- Thomas Callaway (actor)|Thomas Callaway]] - compositor
- Charles Campbell - asistente
- B. Chowdhury - compositor
- Chris Colfer - artista principal, voz
- Darren Criss - artista principal, voz
- Dante Di Loreto - productor ejecutivo de la banda sonora
- Robert Dorion - técnico de teclados
- Mikkel Storleer Eriksen - compositor
- Scott Evans - técnico de audio
- Brad Falchuk - productor ejecutivo de la banda sonora
- Carolyn Franklin - compositora
- F. Garibay - compositor
- Glee - artista principal
- James Goldsmith - asistente
- Lukasz Gottwald - compositor
- Ellie Greenwich - compositora
- Heather Guibert - coordinación
- Jerry Harvey - ingeniero de monitores
- Tor Erik Hermansen - compositor
- Dan Horton - ingeniero de monitores
- J. Ingram - compositor
- Quincy Jones]] - compositor
- P. Lawrence - compositor
- John Lennon - compositor
- Benjamin Levin (músico)|Benjamin Levin]] - compositor
- A. Levine - compositor
- Meaghan Lyons - coordinación
- Dominick Maita - masterización
- Max Martin - compositor
- D. McCabe - compositor
- Paul McCartney]] - compositor
- Kevin McHale - artista principal, voz
- Bonnie McKee]] - compositora
- Gabriel McNair - guitarra, teclados
- Freddie Mercury - compositor
- Lea Michele - artista principal, voz
- Cory Monteith - artista principal, voz
- Heather Morris - artista principal, voz
- Ryan Murphy - productor, productor de la banda sonora
- My Chemical Romance - compositor
- Steve Nebehay - técnico de batería
- Chord Overstreet - artista principal, voz
- Gwyneth Paltrow - artista principal, voz
- S. Payne - compositor
- Katy Perry - compositor
- Steve Perry]] - compositor
- Ginger Pooley - bajo, teclados
- Kristopher Pooley - teclados, producción en directo
- Nicole Ray - coordinación de producción
- Amber Riley - artista principal, voces
- Naya Rivera - artista principal, voz
- Mark Salling - artista principal, voz
- Neal Schon - compositor
- Shellback (productor discográfico)|Shellback]] - compositor
- Jenny Sinclair - coordinación
- Joel Singer - ingeniero
- Phil Spector - compositor
- Rick Springfield]] - compositor
- Jule Styne - compositor
- Bernard Gregory Suran Jr. - guitarra
- Jenna Ushkowitz - artista principal, voz
- Jay Vicari - ingeniero
- P. Williams - compositor
- Ray Woodbury - diseño creativo

## Charts
| Chart (2011)                       | Peak position |
| ---------------------------------- | ------------- |
| Australia (ARIA)                   | 12            |
| Canadá (Billboard Canadian Albums) | 10            |
| Irlanda (IRMA)                     | 21            |
| México (AMPROFON)                  | 38            |
| Países Bajos (Album Top 100)       | 98            |
| Nueva Zelanda (Recorded Music NZ)  | 15            |
| Reino Unido (UK Albums Chart)      | 35            |
| Estados Unidos (Billboard 200)     | 16            |
| Estados Unidos (Soundtrack Albums) | 2             |

## Historial de Lanzamiento
| País           | Fecha                | Formato(s)           |
| -------------- | -------------------- | -------------------- |
| Canadá         | 9 de agosto de 2011  | CD, descarga digital |
| Estados Unidos | 9 de agosto de 2011  | CD, descarga digital |
| Australia      | 13 de agosto de 2011 | Descarga digital     |
| Irlanda        | 17 de agosto de 2011 | Descarga digital     |
| Nueva Zelanda  | 22 de agosto de 2011 | Descarga digital     |
| Reino Unido    | 28 de agosto de 2011 | Descarga digital     |